# Giuseppe Conti (abate)
Giuseppe Conti (Pellegrino Parmense, 17 gennaio 1779 – Napoli, 1855) è stato un abate, matematico e inventore italiano.

## Biografia
Entrò molto giovane in un collegio gesuita di Parma, dove intraprese gli studi ecclesiastici, distinguendosi soprattutto nelle materie scientifiche. Al termine degli studi ricevette gli ordini sacri. Nel 1801, a soli 22 anni, gli fu affidato l'insegnamento di fisica e matematica nel collegio Lalatta (poi collegio Maria Luigia). Mantenne l'incarico fino al 1808 e pubblicò due opere: Proposizioni fisico-matematiche (Parma, 1805) e Proposizioni di geometria (Parma, 1806).
Nel 1809 fu chiamato a Napoli per diventare precettore di un alto funzionario del Regno di Napoli. Prima di partire affidò gli studenti di cui era insegnante privato ad un suo ex alunno, Antonio Lombardini, che poi diventerà professore emerito di matematica e funzionario di rilievo del Ducato di Parma e Piacenza. A Napoli fu nominato socio corrispondente del Reale Istituto d'Incoraggiamento, fondato durante il decennio francese (1806-1815), e fu professore di fisica sperimentale, chimica e mineralogia presso la direzione generale ponti e strade. Fece parte di una commissione per la riforma del sistema di pesi e misure, che si stava introducendo in quegli anni nel Regno di Napoli. A tale scopo costruì nel suo laboratorio i primi campioni di riferimento di pesi e misure.
Dal 1815, restaurata la monarchia borbonica, Giuseppe Conti fu accreditato come tecnico per continuare l'opera di rinnovamento della struttura economica del Regno, già iniziata durante il dominio francese. Risolse il problema dell'azionamento idrico dei filatoi della grande manifattura serica di San Leucio, ritenuto fino ad allora insolubile a causa del dislivello tra la manifattura e le acque del fiume che dovevano alimentarla.
Nel 1824 Ferdinando I di Borbone gli riconobbe un brevetto per l'invenzione di uno speciale tessuto di ferro particolarmente adatto per la costruzione dei ponti e delle armature dei tetti. Questo nuovo materiale gli permise di progettare ponti sospesi in ferro più resistenti ed economici di quelli fino ad allora costruiti. Altre sue invenzioni che gli valsero il brevetto furono una macchina a vapore a bassa pressione (1832), un'attrezzatura per la mietitura dei cereali (1837) e un nuovo metodo per sfruttare meglio la forza motrice delle cadute d'acqua, applicabile anche con correnti di bassa velocità (1845).
Nel VII congresso degli scienziati italiani, tenutosi a Napoli nell'autunno del 1845, l'abate Conti fu eletto membro della commissione per le irrigazioni nel Regno. Dopo questa data non si hanno più notizie di lui, ma negli Atti del Regio Istituto d'Incoraggiamento alle Scienze Naturali di Napoli del 1855, anno in cui morì, il suo nome è ancora riportato tra i soci corrispondenti.